# 图夫勒维尔-拉科尔伯利讷
图夫勒维尔-拉科尔伯利讷（法語：Touffreville-la-Corbeline，法語發音：[tufʁəvil la kɔʁbəlin]）是法国滨海塞纳省的一个市镇，属于鲁昂区。

## 地理
图夫勒维尔-拉科尔伯利讷（49°34'52"N, 0°45'47"E）面积12.59 平方千米，位于法国诺曼底大区滨海塞纳省，该省份为法国北部沿海省份，其西部及北部濒大西洋英吉利海峡，东起顺时针与索姆省、瓦兹省、厄尔省和卡爾瓦多斯省接壤。

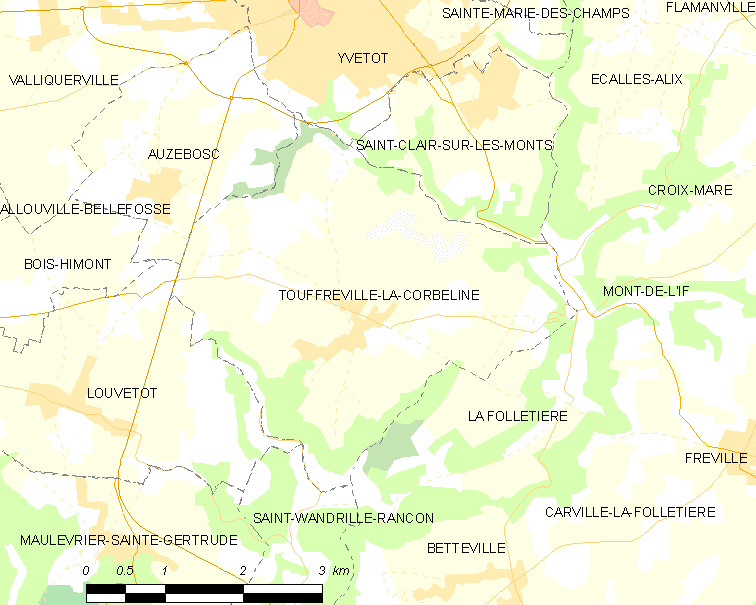
图夫勒维尔-拉科尔伯利讷的OSM定位图

与图夫勒维尔-拉科尔伯利讷接壤的市镇（或旧市镇、城区）包括：欧兹博斯克、克鲁瓦马尔、卢沃托、圣克莱尔叙莱蒙、伊沃托、里沃昂塞纳、圣马丹德利夫。
图夫勒维尔-拉科尔伯利讷的时区为UTC+01:00、UTC+02:00（夏令时）。

## 行政
图夫勒维尔-拉科尔伯利讷的邮政编码为76190，INSEE市镇编码为76702。

## 政治
图夫勒维尔-拉科尔伯利讷所属的省级选区为伊沃托县。

## 人口
图夫勒维尔-拉科尔伯利讷于2022年1月1日时的人口数量为839人。

1962-2008年间图夫勒维尔-拉科尔伯利讷人口变化图示